# Eocursor parvus
Eocursor parvus (‘corredor de l'alba petit’) fou un dinosaure que visqué durant el Juràssic inferior, fa uns 200 milions d'anys. Era un ornitisqui que habitava allò que avui en dia és Sud-àfrica.